# Клудинико (Удине)
Клудинико је насеље у Италији у округу Удине, региону Фурланија-Јулијска крајина.
Према процени из 2011. у насељу је живело 72 становника. Насеље се налази на надморској висини од 738 м.